# Friedrich Rom
Friedrich Rom (geboren in Wien) ist ein österreichischer Lichtdesigner, der das Lichtdepartment am Wiener Burgtheater leitet.

## Leben und Werk
Nach seinem Lehrabschluss für Elektrotechnik arbeitete Rom u. a. am Theater in der Josefstadt und deren Filialbühnen Kammerspiele und Rabenhof als Beleuchtungsmeister. Es folgten Lichtdesigns für die Volksoper Wien, die Wiener Kammeroper und das Tiroler Landestheater. Seit 1996 ist Rom regelmäßig als Licht- und Laserdesigner für die Seefestspiele Mörbisch tätig. Für das Kabarett Simpl plante er Umbau und Erneuerung der Beleuchtungsanlage, auch richtete er die Spielstätte des Wiener Graumanntheaters und eine Freiluftbühne im Österreichischen Theatermuseum ein. Beim VOESTival 2000 in Linz übernahm er die Lichtchoreographie.
Im Herbst 1996 wurde er mit der Leitung der Beleuchtung an der Volksoper Wien betraut, 1999 wechselte er in gleicher Funktion ans Burgtheater.
2002 debütierte er bei den Salzburger Festspielen mit Zemlinskys selten gespielter Oper Der König Kandaules in der Regie von Christine Mielitz und auf einer Bühne von Alfred Hrdlicka. Friedrich Rom war in Salzburg auch für die Lichtgestaltung in drei bedeutenden Andrea-Breth-Inszenierungen verantwortlich: 2007 für den Eugen Onegin im Großen Festspielhaus, 2008 und 2009 für Dostojewskis Verbrechen und Strafe im Landestheater, 2012 ebendort für Kleists Prinz Friedrich von Homburg. Außerdem gestaltete er 2009 das Licht für Jürgen Flimms Inszenierung von Rossinis Moïse et Pharaon im Großen Haus und 2014 für Sven-Eric Bechtolfs Don-Giovanni-Produktion im Haus für Mozart. 2015 wurde er für die Salzburger Experimentalfassung von Brechts Dreigroschenoper in der Felsenreitschule engagiert, die von Julian Crouch, Sven-Eric Bechtolf und Martin Lowe erarbeitet wurde.
Rom gastierte in Japan und in der Schweiz, an der Vlaamse Opera in Antwerpen, am Staatstheater Stuttgart und 2008 – für Offenbachs Les Contes d'Hoffmann in der Regie von Christine Mielitz – an der Staatsoper Hamburg. Im Rahmen der styriarte war er 2005 für die technische Gesamtleitung und das Lichtdesign bei Bizets Carmen in der Helmut-List-Halle in Graz verantwortlich, sowie 2008 ebendort für Mozarts Idomeneo. An der Wiener Staatsoper wurde ihm 2006 die Lichtgestaltung für Die Entführung aus dem Serail übertragen, im Theater an der Wien 2008 und 2013 für Strawinskys The Rake’s Progress.
2005 war Rom für den Nestroypreis nominiert, obwohl dieser Preis über keine Kategorien für Ausstattung oder Lichtdesign verfügt. Indirekt wurde Rom für mehrere seiner Arbeiten ausgezeichnet, da die Inszenierungen beispielsweise zum Berliner Theatertreffen eingeladen wurden. Roms Lichtdesign für Die Zauberflöte aus dem Jahr 2005 steht nach wie vor auf dem Spielplan der Wiener Volksoper.
Eine Reihe seiner Produktionen wurden für das Fernsehen aufgezeichnet, darunter 2003 Thomas Bernhards Elisabeth II. und 2007 Jan Bosses Shakespeare-Inszenierung Viel Lärm um nichts (beide aus dem Burgtheater), 2006 und 2008 die Operetten Der Graf von Luxemburg und Im weißen Rößl (beide von den Seefestspielen Mörbisch), sowie 2007 der Salzburger Eugen Onegin. Im Jahr 2013 war Rom auch für die legendäre österreichische Fernsehproduktion Wir Staatskünstler verpflichtet.
2017 wird er für das Lichtdesign des Stückes Die Geburtstagsfeier unter der Regie von Andrea Breth bei den Salzburger Festspielen verantwortlich sein.
Der Künstler hat Lehraufträge für die Regieklasse des Reinhardt-Seminars und für die Bühnenbild-Meisterklasse von Erich Wonder an der Akademie der bildenden Künste Wien.